# Édouard Alletz
Édouard Alletz (23. dubna 1798 – 16. února 1850) byl francouzský diplomat a spisovatel. Pracoval jako generální konzul v Janově a poté v Barceloně. Byl vnukem francouzského agronoma Ponse Augustina Alletze.

## Dílo
- Walpole, (1825)
- Essai sur l'homme, ou Accord de la philosophie et de la religion (1826)
- Esquisses de la souffrance morale (1828)
- La Nouvelle Messiade, poem (1830)
- Études poétiques du cœur humain (1832)
- Tableau de l'histoire générale de l'Europe depuis 1814 jusqu'en 1830 (3 svazky, 1834)
- Caractères poétiques (1834)
- Lettre à M. de Lamartine sur la vérité du christianisme envisagé dans ses rapports avec les passions (1835)
- Maladies du siècle (1836)
- De la Démocratie nouvelle, ou des Mœurs et de la puissance des classes moyennes en France (2 svazky, 1837)
- Aventures d'Alphonse Doria (2 svazky, 1838)
- Maximes politiques à l'usage de la démocratie nouvelle (1840)
- Signes de l'esprit nouveau dans le parlement (1841)
- Esquisses poétiques de la vie (2 svazky, 1841)
- Génie du dix-neuvième siècle, ou Esquisse des progrès de l'esprit humain depuis 1800 jusqu'à nos jours (1842-1843)
- Discours sur la puissance et la ruine de la République de Venise (1842)
- Harmonies de l'intelligence humaine (2 svazky, 1846)